# Hilda Sandoval Cornejo
Hilda Sandoval Cornejo es una contadora y política peruana. Fue ministra de Vivienda, Construcción y Saneamiento durante el gobierno de Manuel Merino y viceministra de Vivienda en el gobierno de Ollanta Humala.

## Biografía
Ocupó la Gerencia General de la Oficina de Normalización Previsional (ONP), así como los cargos de asesora de jefatura y presidenta del Grupo de Igualdad de Género.
También fue gerente general del Banco de Materiales (Banmat) y directora ejecutiva del Fondo Nacional de Financiamiento de la Actividad Empresarial del Estado (Fonafe).
Fue viceministra de Vivienda durante el gobierno de Ollanta Humala.

### Ministra de Vivienda
El 12 de noviembre del 2020, fue nombrada como ministra de Vivienda, Construcción y Saneamiento por el presidente Manuel Merino.
Debido a las protestas manipuladas contra el gobierno de Merino y el fallecimiento de 2 manifestantes, Sandoval presentó su carta de renuncia al cargo a través de una misiva dirigida al primer ministro Ántero Flores-Aráoz.